# Clàssica de Sant Sebastià 1982
La Clàssica de Sant Sebastià 1982, 2a edició de la Clàssica de Sant Sebastià, és una cursa ciclista que es va disputar el 12 d'agost de 1982. El vencedor final fou el basc Marino Lejarreta, de l'equip Teka, que s'imposà a l'esprint en un grupet de quatre corredors. Jesús Rodríguez Magro i Pedro Delgado foren segon i tercer respectivament.

## Classificació general
|   | Ciclista                       | Equip                 | Temps      |
| - | ------------------------------ | --------------------- | ---------- |
| 1 | Marino Lejarreta (ESP)         | Teka                  | 5h 54' 48" |
| 2 | Jesús Rodríguez Magro (ESP)    | Zor-Helios            | m. t.      |
| 3 | Pedro Delgado (ESP)            | Reynolds-Galli        | m. t.      |
| 4 | Bernardo Alfonsel (ESP)        | Teka                  | m. t.      |
| 5 | Ronny van Holen (BEL)          | Safir-Concorde        | + 09"      |
| 6 | Antoni Coll i Pontanilla (ESP) | Teka                  | m. t.      |
| 7 | Bernard Vallet (FRA)           | La Redoute-Motobecane | m. t.      |
| 8 | Faustino Rupérez (ESP)         | Zor-Helios            | m. t.      |